# Falco (televisieserie)
Falco is een Franse politieserie, die sinds 20 juni 2013 wordt uitgezonden bij TF1 en sinds 2015 door KRO-NCRV. De hoofdrol van Alexandre Falco wordt gespeeld door Sagamore Stévenin. De serie is een bewerking van de Duitse serie Der letzte Bulle. Het vierde seizoen van 8 afleveringen heeft TF1 in april 2016 uitgezonden. De hoofdrolspeler Sagamore Stévenin heeft besloten de serie in de loop van het vierde seizoen te verlaten. Zijn opvolger is David Kammenos in de rol van rechercheur Maxime Kucing. 

## Synopsis
Het basisgegeven van de serie is het feit dat de hoofdfiguur Falco na 23 jaar is teruggekeerd in het rechercheteam, waarover zijn vriend en collega van destijds Jean-Paul Ménard nu de leiding heeft. Falco heeft in 1991 tijdens een politieactie een kogel in zijn hoofd gekregen en is pas onlangs uit een jarenlange coma ontwaakt. Met veel doorzettingsvermogen heeft hij zijn lichamelijke conditie teruggekregen. Al snel ontdekt hij dat de ontwikkelingen bij het recherchewerk in de afgelopen decennia niet hebben stilgestaan, maar hij leert snel, past zich aan bij de nieuwe methodes en vormt na een wederzijdse gewenningsperiode een succesvol team met de jonge rechercheur Chevalier. Ingrijpender voor hem is de ontdekking dat hij zijn persoonlijke (gezins)leven niet zomaar weer kan oppakken. Zijn vrouw heeft inmiddels een andere partner en zijn volwassen dochter ziet hij voor het eerst. Daarnaast probeert hij te reconstrueren door wiens toedoen hij 23 jaar geleden de kogel in zijn hoofd heeft opgelopen. Zijn obsessieve zoektocht naar de waarheid gaat gepaard met slapeloosheid, afgewisseld met nachtmerries.

## Rolverdeling
- Sagamore Stévenin : rechercheur Alexandre Falco (tot halverwege seizoen 4)
- Clément Manuel : rechercheur Romain Chevalier
- Mathilde Lebrequier : Falco's vrouw Carole
- Alexia Barlier : rechercheur Éva Blum
- Arno Chevrier : commissaris Jean-Paul Ménard (seizoenen 1 en 2)
- Saïda Jawad : psychologe Sonia Vasseur
- Franck Monsigny : politiearts Philippe Cheron, nieuwe partner van Carole
- Marie Béraud : Falco's dochter Pauline
- Lilly-Fleur Pointeaux : Chevaliers vriendin Joy
- Anne Caillon : commissaris Cécile Perriggi (seizoenen 3 en 4)
- David Kammenos : rechercheur Maxime Kucing (vanaf seizoen 4)

## Afleveringen

### Seizoen 1 (2013)
1. Le Réveil (Het Ontwaken)
2. Un Nouveau Départ (Een Nieuw Afscheid)
3. Zones d'ombre (Schaduwplekken)
4. Rencontres assassines (Ontmoeting Met Een Moordenaar)
5. Le Petit Chaperon rouge (Roodkapje)
6. Tête à tête avec la mort (Oog In Oog Met De Dood)

### Seizoen 2 (2014)
1. Comme des frères (Als broers)
2. La mort dans l'âme (Met de dood in het hart)
3. Au clair de la lune (In het maanlicht)
4. Dans la peau (In andermans huid)
5. Samaël (Samuel)
6. Artifices (Kunstgrepen)

### Seizoen 3 (2015)
1. Chaos (1) (Chaos (1))
2. Chaos (2) (Chaos (2))
3. À la folie (Hartstochtelijk)
4. À l'état brut (De Brute Staat)
5. Sans pitié (Zonder Medelijden)
6. Sacrifices (Opofferingen)
7. Sous les cendres (Onder De As)
8. Vox populi ((Lat.) Volksstem)
9. Intoxications (Vergiftigingen)
10. Babylone (Babylon)

### Seizoen 4 (2016)
1. Double peine (Dubbel straf (1))
2. Double peine (Dubbel straf (2))
3. Asphyxie (Ademnood)
4. Dernière danse (laatste aflevering met Sagamore Stévenin als Falco) (De laatste dans)
5. Loin des yeux (Uit het oog)
6. Le poids du silence (Een golf van stilte)
7. Faux-semblants (Schijn)
8. Parabellum (Parabellum)